# Самуель Мацейовський
Самуель Мацейовський гербу Цьолек (нар. 15 січня 1499(?) — пом. 26 жовтня 1550) — польський римо-католицький і державний діяч, гуманіст; єпископ холмський (1539–1541), плоцький (1541–1546), краківський (1546–1550); підканцлер (1539–1547) і великий канцлер коронний (1547–1550).

## Життєпис
Народився Самуель 15 січня 1499 року у сім'ї каштеляна чехувського та люблінського Бернарда Мацейовського і Ядвіги з Подлодовських. Мав двох братів і сестру: Станіслава (маршалка коронного), Бернарда (каштеляна люблінського і радомського) й Урсулу (дружину Яна Леженського.

### Політична кар'єра

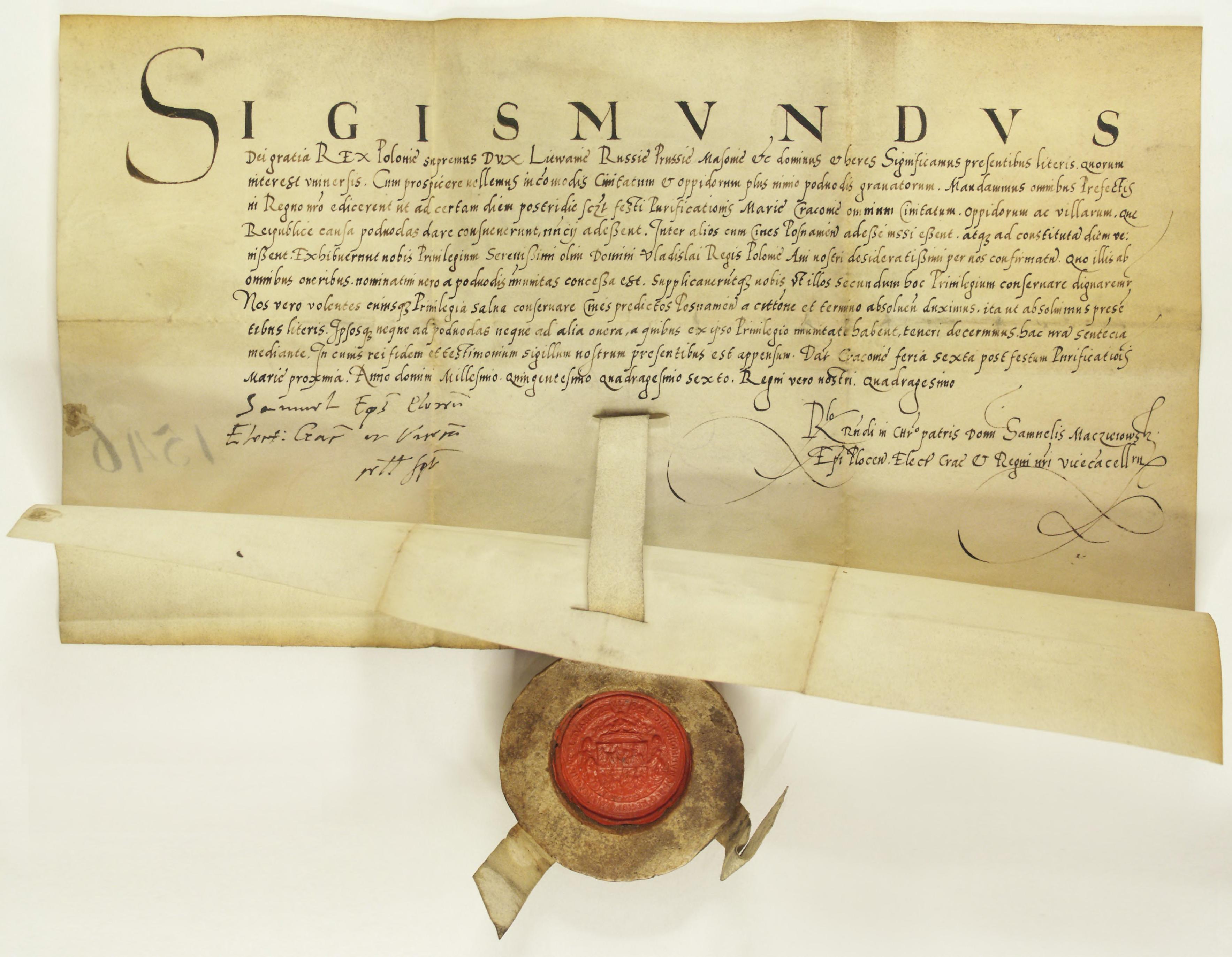
Підпис Самуеля Мацейовського на документі Сигізмунда I Старого 1546 року, яким затверджувався привілей для міста Познань

Самуель Мацейовський розпочав кар'єру 1518 року як нотаріус у канцелярії короля Сигізмунда I Старого. Завоював довіру, визнання та підтримку підканцлера Петра Томіцького у своїй кар'єрі. 1522 року був відправлений останнім на навчання до Падуанського університету. Протягом 1522–1524 років вивчав там філософію та риторику. Після цього, протягом 1524–1530 років продовжив навчання у Болонському університеті.
Після повернення з навчання посів уряд секретаря королівського (1531/1532), був послом короля на сеймик Краківського воєводства у Прошовицях у 1534 та 1538 роках.
29 серпня 1537 року Мацейовського призначили секретарем великим коронним; він став фактичним керівником королівської канцелярії. У липні 1537 року брав участь у переговорах з австрійськими послами щодо шлюбу королевича Сигізмунда з Єлизаветою Габсбург.
1539 року був призначений на посаду підканцлера коронного, 1547 року отримав велику печатку канцлера великого коронного. Він завжди стояв на боці короля, даючи поради, зберігаючи права та гідність трону. Був у опозиції до політичних планів королеви Бони, під впливом Томіцького вибрав угодовську політичну лінію, спрямовану на союз із Габсбургами, добрі стосунки з прусським герцогом Альбрехтом і підтримку поміркованого крила прусських сепаратистів.

### Церковна кар'єра
Уже 1521 року Самуель Мацейовський став каноніком сандомирським, 1523 року був пробстом колегіати люблінської. Після завершення навчання був каноніком краківським і келецьким (1530), ґнєзненським (1531), пробстом костшинським (1533-1536) і ґолембським (1537-1541). 1538 року став деканом краківським.
17 жовтня 1539 року отримав провізію на єпископство холмське, 1541 року став плоцьким єпископом, а 1545 року — краківським. Зберіг за собою уряд підканцлера та, пізніше, канцлера, за що отримав багато критики з боку шляхти, обуреної одночасним посіданням двох важливих урядів однією особою.
Коли на сеймі на кону стояла доля таємного весілля королевича Сигізмунда з Барбарою Радзивілл, єпископ Мацейовський доводив сакральну дійсність цього шлюбу. Як краківський єпископ дбав про рівень освіти духовенства, був прихильником поміркованої поведінки щодо іновірців. 1546 року він наказав здійснити візитацію дієцезії, яка мала на меті обмежити вплив Реформації, але через м'якість єпископа цієї мети не вдалося досягти. Провів у дієцезії 2 реформаторські синоди (1547, 1549).
Самуель Мацейовський був гуманістом, прекрасним знавцем латинської та грецької мов. За його ініціативи 1547 року була побудована резиденція в Бялому Прондніку (тепер — частина Кракова), де він гуртував навколо себе відомих вчених і поетів. Атмосферу цих наукових і літературних диспутів передав Лукаш Гурницький у «Придворному польському» (1565), який працював писарем у єпископській канцелярії. Найбільш довіреним співробітником Мацейовського у канцелярії був Станіслав Гозій, відповідальний за прусські справи, потім прусськими справами опікувався Мартін Кромер, реєнтом канцелярії був Ян Пшерембський. У колі протекції Самуеля Мацейовського були такі видатні діячі того часу, як Лукаш Гурницький, Станіслав Оріховський, Я. Дершняк з Рокітниці, Ф. Станкар, М. Бенедикт з Кожмина, А. Тшецеський молодший, Ю. Пшилуський, В. Новопольчик (Новікампіан), Леонард з Вишогроду, Петро Роїзій, Англік Філіп та ін. Також, С. Мацейовський як канцлер Краківського університету був також його справжнім покровителем.
Помер Самуель Мацейовський 26 жовтня 1550 року у Кракові. Каплицю Снігової Божої Матері у Вавельському соборі він раніше перебудував на свій могильний мавзолей, там він і спочиває разом зі своїм племінником, також єпископом краківським Бернардом Мацейовським.